# ميلاني فينيغر
ميلاني فينيغر (من مواليد 22 يناير 1979 ، في لوغانو) ممثلة عارضة أزياء وحاملة لقب ملكة جمال سويسرية ، فازت بلقب ملكة جمال سويسرا عام 1996.

## نشأتها
ولدت في 22 يناير 1979 في زيورخ، سويسرا لوالدتها كندية من أصل هندي كارول فينيغر ووالدها سويسري فيليب ماركوس فينيغر. عازف طبول وعارض أزياء سابق، تحول لاحقًا إلى صاحب عمل مجوهرات.
في طفولتها المبكرة، انتقل والداها إلى لوسون في تيسينو حيث نشأت في المقام الأول وذهبت إلى المدارس. تركت المدرسة الثانوية لمتابعة حياتها المهنية في عرض الأزياء. درست ميلاني لاحقًا التمثيل لمدة عامين في معهد لي ستراسبيرج للمسرح والسينما في لوس أنجلوس.

## روابط خارجية
- ميلاني فينيغر على موقع IMDb (الإنجليزية)
- ميلاني فينيغر على موقع ألو سيني (الفرنسية)
- ميلاني فينيغر على موقع أول موفي (الإنجليزية)
- ميلاني فينيغر على موقع قاعدة بيانات الفيلم (الإنجليزية)
- ميلاني فينيغر على موقع كينوبويسك (الروسية)

- ميلاني فينيغر في قاعدة بيانات الأفلام على الإنترنت